# Río Arpa
El río Arpa (en armenio: Արփա'; en azerí: Arpaçay) es un río de Asia Occidental, un afluente del río Aras que recorre la provincia de Vayots' Dzor (Armenia) y la República Autónoma de Najicheván (Azerbaiyán).

## Galería de imágenes

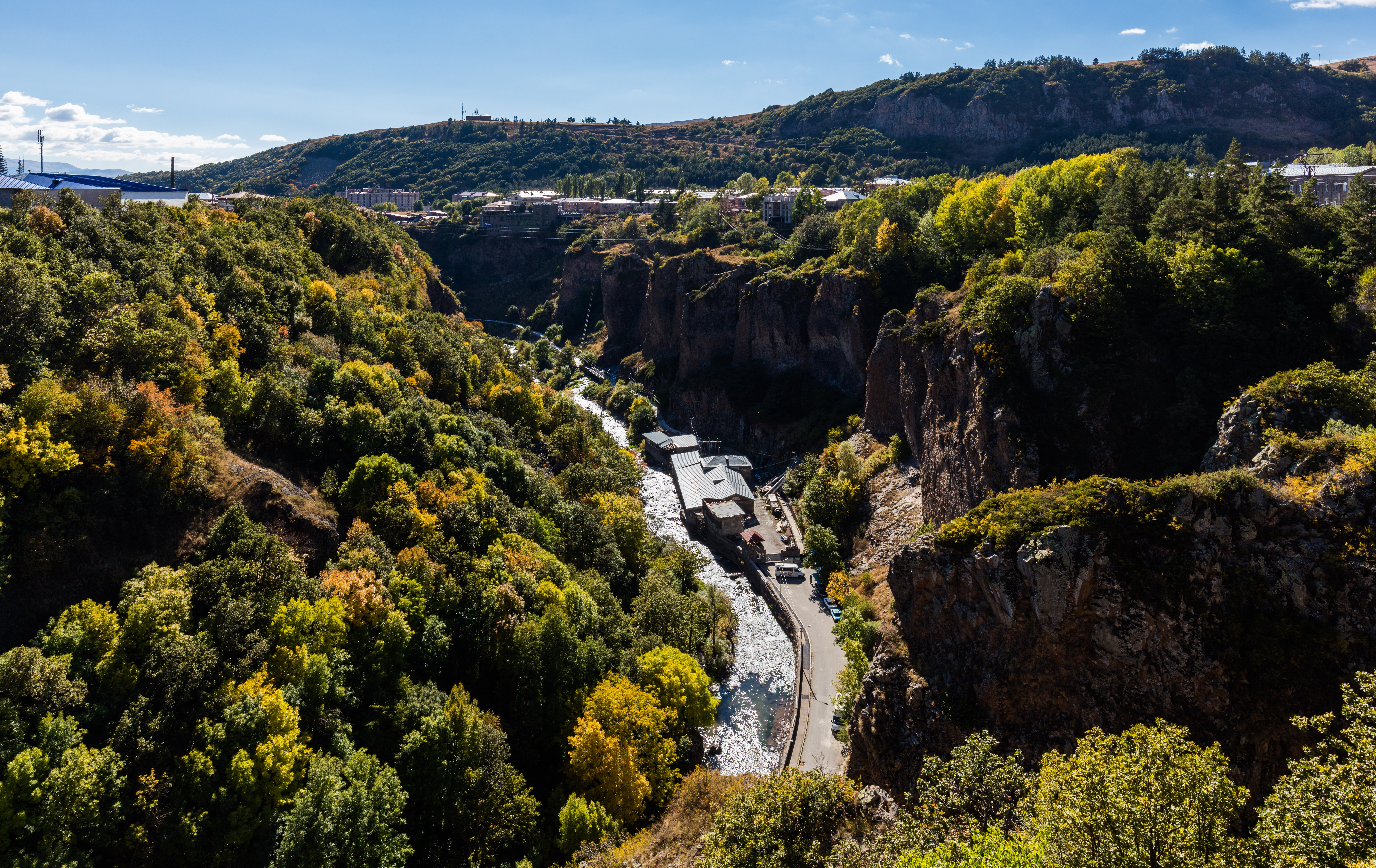